# 폴리나 아스타호바
폴리나 흐리호리우나 아스타호바(우크라이나어: Поліна Григорівна Астахова, 1936년 10월 30일~2005년 8월 5일)는 소련과 우크라이나의 체조 선수이다. 1956년, 1960년, 1964년 하계 올림픽에서 10개의 메달을 획득했다.

## 생애
아스타호바는 13살 때 가족이 얼마 전에 이사한 도네츠크에서 열린 체조 선수권 대회를 관람한 후 기계체조에 관심을 갖게 되었다. 그녀는 블라디미르 알리예크산드로비치 스미르노프 밑에서 지역 체조 스포츠 클럽인 샤흐티르에서 훈련했다.
아스타호바는 뛰어난 우아함으로 서방 국가에서 "러시아 자작나무"라는 별명을 얻었고, 1960년 올림픽에서는 이탈리아 기자들로부터 마돈나라는 별명을 얻기도 했다. 1956년부터 1966년까지 아스타호바는 특히 이단평행봉 종목에서 많은 국제 및 국내 대회에서 정상에 올랐다. 그녀는 1955년부터 1968년까지 소련 대표팀의 일원이었다.

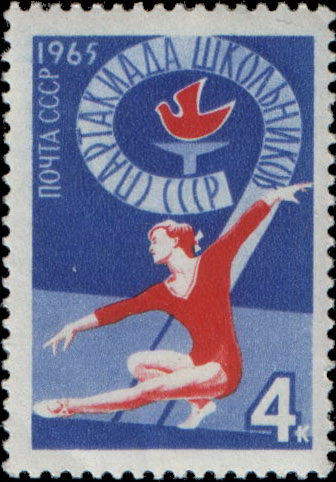
1965년 소련 기념우표

1954년 아스타호바는 처음으로 소련 선수권 대회에 출전했고, 1년 뒤에는 1956년 멜버른 올림픽에 소련 대표팀으로 출전했다. 그녀는 최연소 팀원으로 팀의 금메달에 기여했다. 1960년 로마 올림픽에서는 개인종합에서 선두를 달렸지만 8개의 종목 중 일곱 번째 종목인 평균대에서 떨어져 점수를 잃었다. 이 실수로 매우 실망한 그녀는 종목을 끝마치지 못했다. 하지만 로마 올림픽에서는 단체전과 이단평행봉에서 금메달, 마루에서 은메달, 개인종합에서 동메달을 획득했다. 1961년 유럽 선수권 대회 이후 회복한 아스타호바는 평균대와 이단평행봉에서 금메달을 획득했다. 1964년 하계 올림픽에 출전한 아스타호바는 팀의 금메달에 기여하고, 평균대 우승, 마루 2위, 개인종합 3위에 올랐으며, 올림픽 이단평행봉 종목에서 2회 연속으로 금메달을 획득한 최초의 체조 선수가 되었다. 이 기록은 2000년 스베틀라나 호르키나와 2016년 알리야 무스타피나만이 달성한 바 있다.
선수 은퇴 후 1972년부터 아스타호바는 우크라이나 국가대표 코치로 활동했다. 2002년에는 국제 체조 명예의 전당에 헌액되었다. 아스타호바는 폐렴으로 68세의 나이로 사망하기 전까지 키이우에서 생애의 마지막을 보냈다.